# Pozsár Béla
Pozsár Béla (Budapest, 1922. augusztus 15. – Budapest, 1981. július 22.) növényfiziológus, radiobiológus, a biológiai tudományok kandidátusa (1964).

## Életpályája
1945-ben a szegedi Polgári Iskolai Tanárképző Főiskolán szerzett kémia-biológia szakos tanári oklevelet 1945-ben, majd a Pázmány Péter Tudományegyetemen 1950-ben természettudományi tárgyakból doktorált, később, 1962-ben a Gödöllői Agrártudományi Egyetemen mezőgazdasági mérnöki képesítést és doktori oklevelet is szerzett. 1949-1954 között a budapesti egyetem Növényélettani Intézetében tanársegéd, 1954-1958 között az Akadémiai Kiadó Lexikonszerkesztőségében csoportvezető szakszerkesztő, 1958-1963 között az iregszemcsei Mezőgazdasági Kísérleti Intézet izotóp laboratóriumának vezetője, 1963-tól 1970-ig a Növényvédelmi Kutató Intézetben főmunkatárs volt.
1970-1974 között az Országos Agrobotanikai Intézet Élettani és Biokémiai osztályát vezette, majd 1975-ben a Mezőgazdasági és Élelmezésügyi Minisztérium Információs Központ Agrártudományi Szemle című lapjának rovatvezetője volt. 1975-től az Magyar Tudományos Akadémia Izotóp Intézetének főmunkatársa, 1979-ben való nyugdíjazásáig.

## Munkássága
Kutatásai kiterjedtek a növények anyagcsere-élettanára, a fotoszintézis folyamatai radiokémiai vizsgálatára, a növényi betegségek toxikológiájára, valamint új citokinin hatású anyagok aktivitásának vizsgálatára. E témakörökből több mint 250 publikációja és néhány – külföldön is alkalmazott – szabadalma ismeretes.
Több hazai és külföldi tudományos társaságnak is vezetőségi tagja volt.

## Főbb munkái
- A takarmánynövények fehérjetartalmának növelése trágyázással (témadokumentáció, Budapest, 1963)
- A serkentő és gátló vegyianyagok gyakorlati alkalmazása… (Budapest, 1964)
- Biokémiai módszerek a növénygenetikai kutatásban (témadokumentáció, társszerzővel, Budapest, 1969)

## Emlékezete
- Az Egymásért vagyunk című, 2020-ban megjelent tudománytörténeti összeállításban munkásságára történő visszatekintés jelenik meg.[1]